# Berżnik
Berżnik (Berżniak) – jezioro na Pojezierzu Wschodniosuwalskim, położone w gminie Sejny, w powiecie sejneńskim, w województwie podlaskim. Powierzchnia zbiornika wynosi 81,0 ha, maksymalna głębokość 38,8 m, przy średniej 10,5 m.
Jezioro składa się z szeregu głęboczków rozłożonych wzdłuż rynny, a najgłębsza część znajduje się w południowej zatoce.